# Фердинандо Бібієна
Фердинандо Бібієна, повне ім'я Фердинандо Ґаллі да Бібієна (італ. Ferdinando Galli da Bibiena 18 серпня, 1656, Болонья — 3 січня, 1743, Болонья) — італійський архітектор, маляр та театральний декоратор доби Бароко.

## Життєпис
Фердинандо народився в місті Болонья. Був сином Джованні Марія Галлі та братом Франческо Галлі Бібієна, архітектора і сценографа. Був  батьком художника Джузеппе Галлі Бібієна (1696–1757).
Живопис опановував під керівництвом художника Карло Чіньяні, а архітектуру — в майстерні Джуліо Троілі. Він і надалі працюватиме то як художник, то як архітектор, чим продовжив традицію універсалізму, започатковану ще італійськими митцями Відродження.
За порадою вчителя Карло Чіньяні, по закінченню навчання пішов служити герцогам міста Парма. Династії вельможної родини Фарнезе майстер служив майже 30 років, проектував й будував віллу та сад бароко у Колорно (15 км північніше Парми), а також працював театральним декоратором. Значне скорочення будівництва в Італії мимоволі спонукало Фердінандо займатися переважно театрально-декораційним мистецтвом, дизайном свят.

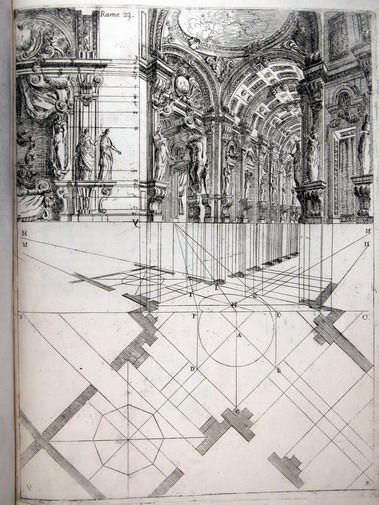
Фердинандо Бібієна. Кутова побудова театральної сцени, гравюра, видання 1711 року.

У 1708 році Фердинандо Бібієна перебував в Іспанії в місті Барселона, де готував сценарій та декор для весілля майбутнього імператора Священної Римської імперії Карла VI. Карл, тоді ще принц, був задоволений роботою італійського майстра і не побажав розлучатися з ним. Фердинандо Бібієна отримав запрошення на працю в Австрію та перебрався в Відень. Працював декоратором придворних свят та театральним декоратором.
Для конкурсу на побудову барокової церкви Карлкірхе подав і свій проект будівлі. Але національно налаштоване журі віддало перевагу проекту місцевого архітектора — ним був Йоган Бернгард Фішер фон Ерлах.
У 1716 році майстер повернувся в Болонью і в 1717 році став членом місцевої Академії Клементина, що було офіційним визнанням його досягнень. Немолодий вже майстер не забув про свою освіту архітектора та створив у 1731 році Королівський театр в місті Мантуя. Театри тієї пори (з використанням конструкцій з дерева та відкритого вогню для освітлення) часто горіли. Сумна доля не оминула і театр в Мантуї — він постраждав від пожежі у 1781 р.
Фердинандо Бібієна помер у віці 86 років.

### Галерея

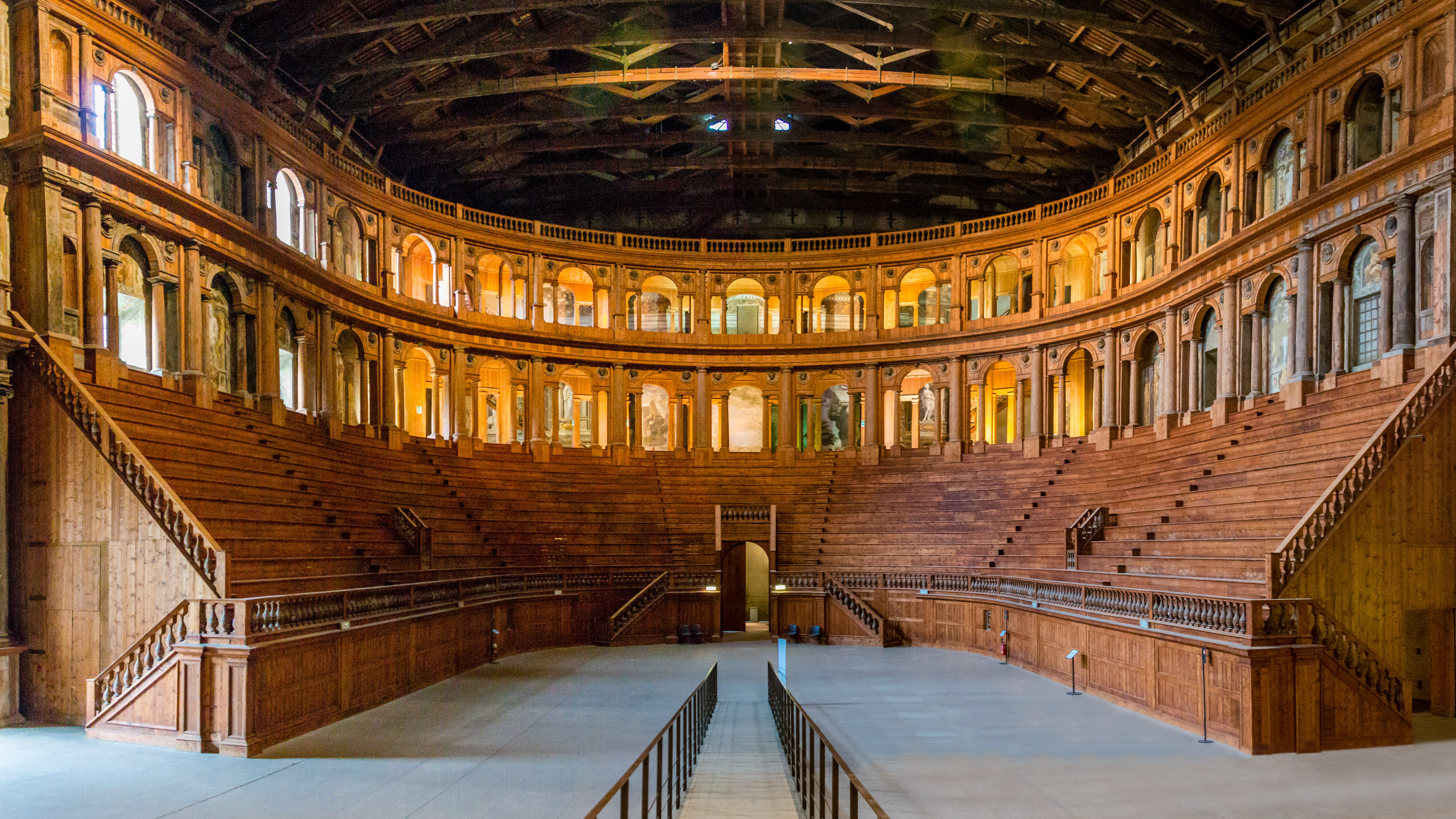
Театр Фарнезе в місті Парма, інтер'єр
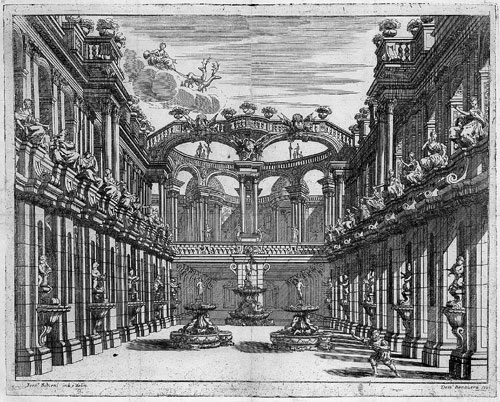
Театральний художник Фердинандо Бібієна, декорація
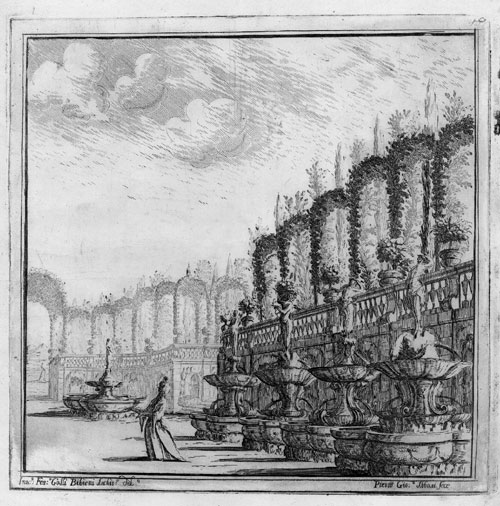
Фердинандо Бібієна,декорація Сад бароко

### Друковані твори
- Varie опере ди prospettiva (1703–1708; тобто «Різні засоби перспективи»
- L'Architettura Civile (1711, тобто «Світська архітектура», неодноразово передрукувалася )

### Неповний перелік творів
- Вілла Колорно
- сад бароко в Колорно
- Театральні декорації в Пармі
- Дизайн ввесілля Карла VI в місті Барселона
- Театральні декорації в Відні
- Королівський театр, Мантуя.